# Liubo

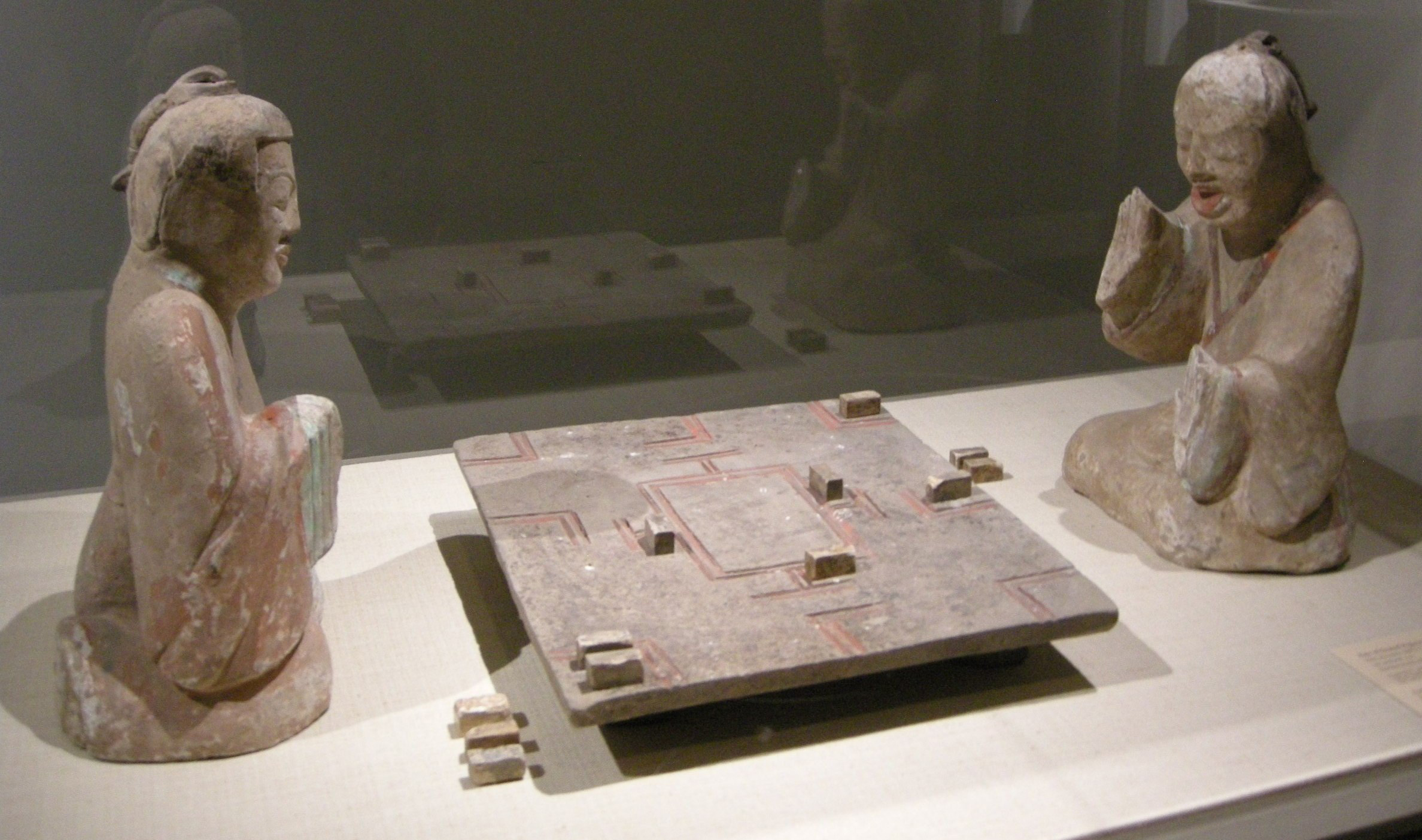
Deux hommes jouant au liubo.
Figurines mortuaires en céramique, 25-220, Metropolitan Museum of Art.

Le liubo (chinois : 六博 ; pinyin : liù bó ; Wade : liu po ; litt. « les six bâtons ») est un ancien jeu de société chinois.

## Historique
La date précise de l'invention du jeu de liubo n'est pas connue mais la légende veut que ce soit Wu Cao (烏曹), appelé Wu Zhou (烏胄) au début du IIe siècle par le dictionnaire Shuowen Jiezi), un ministre de Jie Gui, dernier monarque de la dynastie Xia, qui selon la chronologie traditionnelle régna de 1728 à 1675 av. J.-C. Cependant, aucun élément archéologique ne vient confirmer cette théorie, les premières données vérifiées datent au plus tard de l'époque des Royaumes combattants (476-221 av. J.-C.).[réf. souhaitée]
Les Mémoires historiques de Sima Qian rapportent une conversation datant du règne du roi Xuan de Qi (régna de 319 à 301 av. J.-C.) qui avance que la capitale Linzi était tellement prospère que tous ses citoyens étaient à même de consacrer une partie de leur temps à de multiples activités : musique, combats de coq, courses de chien, liubo et cuju (sorte de football).[réf. souhaitée]

## Plateau et pions

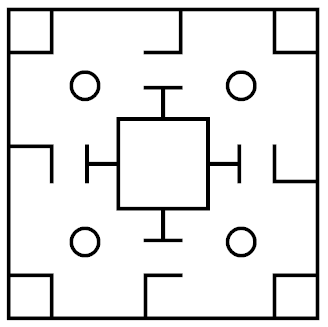
Diagramme du plateau du liubo.
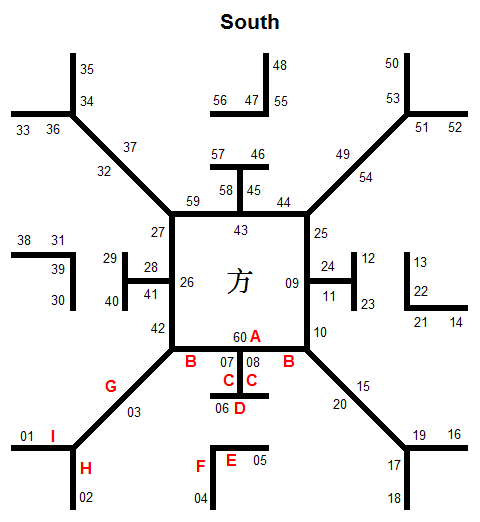
Diagramme de divination basé sur ce plateau.
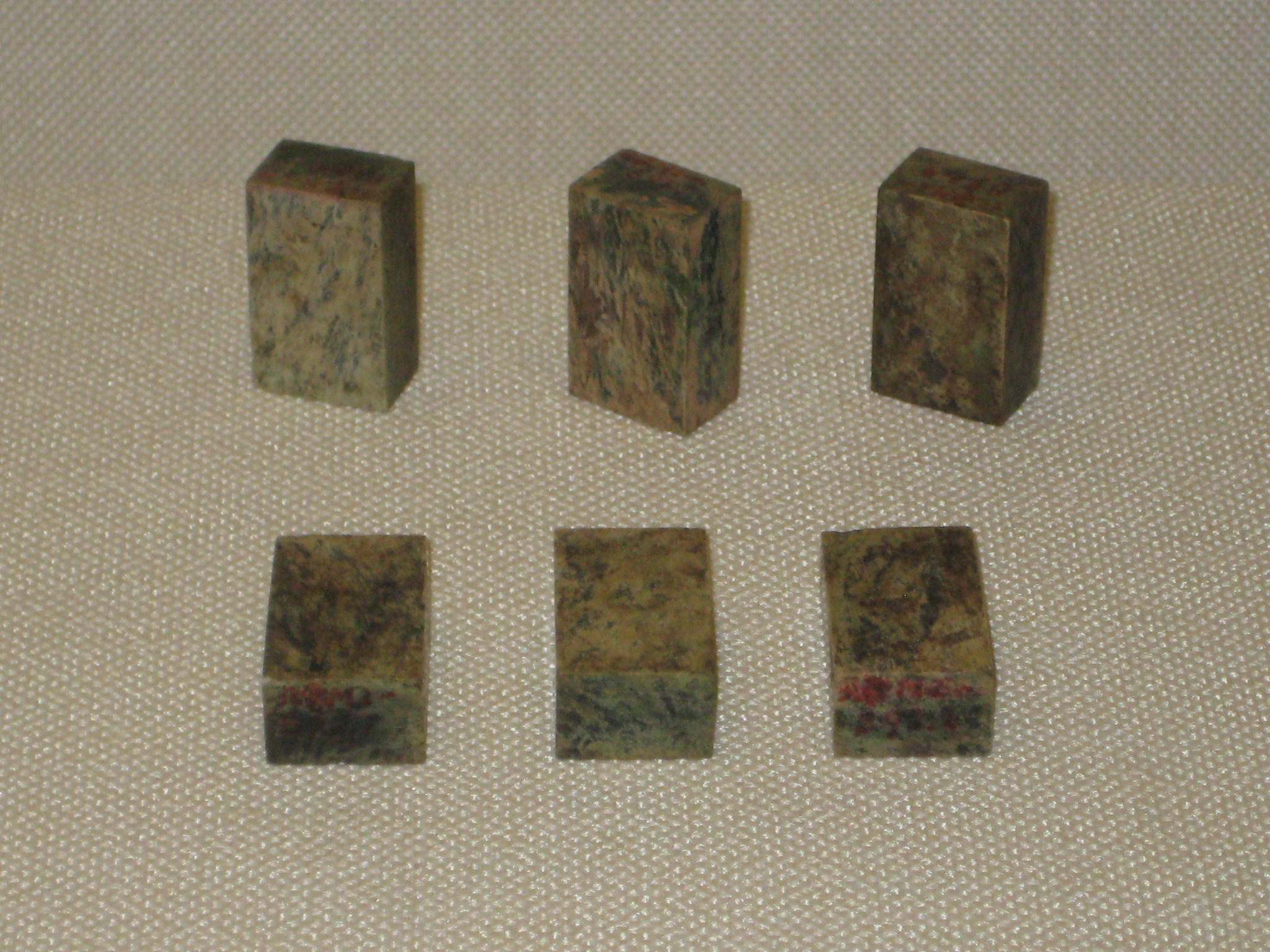
Pions de liubo trouvés dans la tombe du roi Wen de Nanyue(南越文帝, 137 — 122 av. J.-C.).
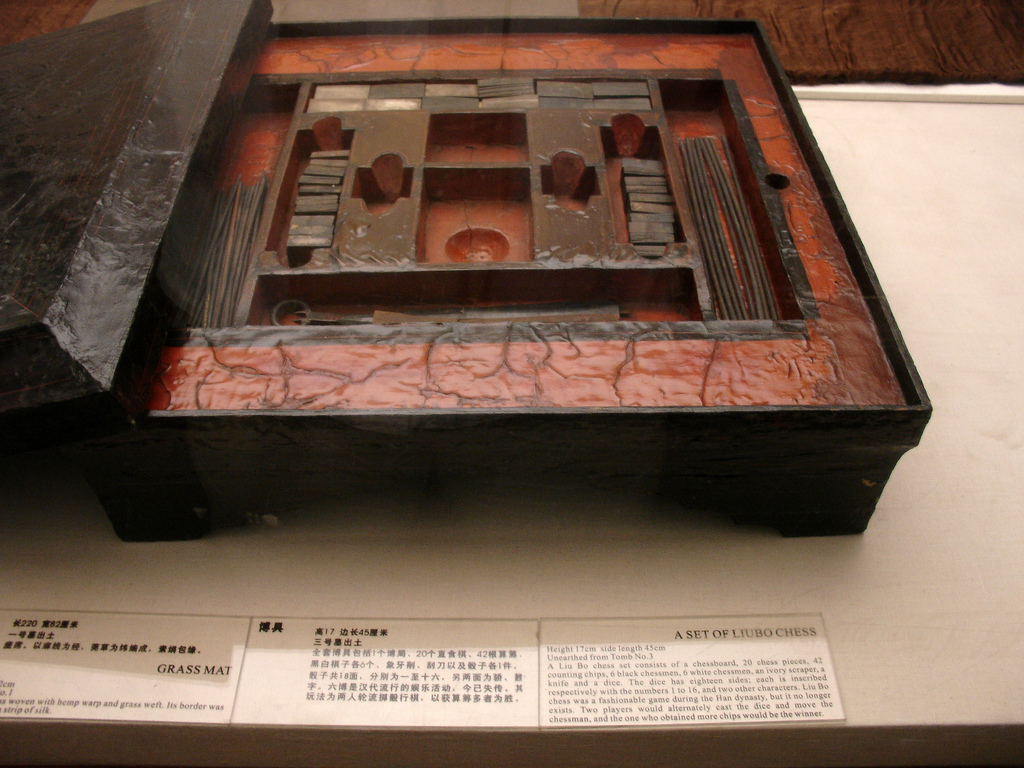
Un plateau de liubo retrouvé dans une tombe de la dynastie Han, exposé au musée de la province du Hunan (en).

## Règles
- Si vous ne connaissez pas le sujet, laissez ce bandeau (vous pouvez alors contacter les auteurs).
- Si vous supprimez le contenu mis en cause (vous pouvez préalablement contacter les auteurs),

argumentez précisément cette suppression dans la page de discussion
(un manque de référence n'est pas un argument ; une recherche réelle de référence doit avoir été effectuée, être formellement documentée).
À partir des éléments historiques dont on dispose, on peut établir une reconstitution de ces règles perdues. Celle-ci aboutit à un jeu parfaitement jouable et très distrayant.
Les historiens s'accordent à reconnaître qu'il y eut vraisemblablement plusieurs variantes de Liubo. Les règles proposées ci-dessous s'attachent à la variante principale où le dé à 18 faces n'avait pas encore remplacé les 6 bâtonnets et où les poissons et autres tickets de compte n'étaient pas encore employés
Matériel :
- 1 plateau de jeu ;
- 12 pions parallélépipédiques ;
- 6 bâtonnets.

Au départ, chaque joueur possède 6 pierres (l'idéal est d'utiliser des petits objets comme des dominos qui puissent être mis « debout ») qu'il place devant lui, en dehors du plateau.
L'avancement des pierres est déterminé par le jet de 6 bâtonnets, ayant une face unie et une face incisée d'une marque. Il faut les lancer en deux groupes de 3. On compte 3 points par face unie (yang) et 2 points par face marquée (yin) obtenue, puis on retire 5 au total (on peut aussi compter 1 point de plus que le nombre de faces unies, ce qui revient au même). Les points obtenus varient donc de 1 à 4. Remarque : le 2 et le 3 sont trois fois plus probables que le 1 et le 4.
Il faut avancer deux pierres à chaque tour, une pour chaque groupe de bâtonnets. Il n'est pas possible d'avancer une seule pierre du résultat des deux groupes sauf si cette pierre se trouve être la seule restant en jeu pour son propriétaire. Dans ce cas uniquement, le joueur peut l'avancer des deux nombres, l'un après l'autre.
Les pierres entrent toutes par le même point (1 sur le schéma). Elles tournent dans le sens inverse des aiguilles d'une montre. Au premier mouvement, le décompte inclut le point de départ. Les pierres peuvent se dépasser.
Une pierre qui parvient exactement sur l'un des deux premiers points cardinaux peut au tour suivant traverser le plateau en ligne droite. Du 6 elle peut aller vers le 16 (en passant par A, B, X, C, D et poursuit sans s'arrêter), du 11 vers le 1 (en passant par R, S, X, T, U). Les pierres ne peuvent pas changer de direction en traversant le plateau. Ces raccourcis réduisent les distances de quatre pas.
Deux pierres ou plus d'un même camp peuvent se retrouver sur la même station. Mais, elles risquent alors d'être prises ensemble.
La première pierre amenée sur la case centrale peut être promue en « Chouette » à compter de son prochain déplacement. Pour cela on dresse la pierre debout. Il ne peut y avoir qu'une seule Chouette par joueur.
La Chouette peut avancer au choix du résultat d'un ou deux groupes de bâtonnets. Dans le premier cas, l'autre groupe sert à avancer une pierre. Dans le second cas, les deux nombres doivent être exécutés l'un après l'autre et il est interdit de faire revenir la Chouette sur ses pas. La Chouette peut accéder librement à toutes les stations du plateau. Elle peut tourner et traverser le plateau dans n'importe quel sens et sans s'arrêter sur les points cardinaux, ou changer de direction lorsqu'elle passe au centre.
Une pierre prise par la Chouette adverse qui parvient sur sa case est prisonnière et retenue par celui qui l'a prise. La prise de la Chouette par une pierre adverse entraîne la perte immédiate de la partie pour son propriétaire.
Par contre, si une Chouette est prise par la Chouette adverse, elle perd son grade et est retournée à son propriétaire qui devra la remettre en jeu comme une pierre normale.
Le propriétaire de la Chouette perd aussi la partie s'il ne peut empêcher son adversaire de conserver cinq pierres sur le plateau. Cet adversaire ne doit pas avoir de Chouette lui-même.
Si une pierre boucle son tour en dépassant le point de départ (le 1), elle entame un autre tour et, surtout, autorise la libération d'une pierre du même camp qui serait prisonnière. Si tel est le cas, la pierre prisonnière est rendue à son propriétaire qui pourra ensuite la remettre en jeu.